# Краснооктябрьский (Краснодарский край)
Краснооктябрьский — хутор в Абинском районе Краснодарского края России. Входит в состав Холмского сельского поселения.

## География
Расположен в южной части Приазово-Кубанской равнины, в южно-предгорной зоне,  в 7 км на север от административного центра поселения — станицы Холмской.
Уличная сеть
- пер. Зелёный,
- пер. Клубный,
- пер. Полевой,
- пер. Северный,
- пер. Степной,
- пер. Южный,
- ул. Заводская,
- ул. Западная,
- ул. Коллективная,
- ул. Курьерская,
- ул. Ленинградская,
- ул. Луговая,
- ул. Мира,
- ул. Молодёжная,
- ул. Новая,
- ул. Первомайская,
- ул. Пионерская,
- ул. Пролетарская,
- ул. Свердлова,
- ул. Советов,
- ул. Шевченко[5].

Климат
умеренно континентальный, без резких колебаний суточных и месячных температур. Продолжительность периода с температурой выше 0° С достигает 9-10 месяцев, из них половина — 4-5 месяцев — лето. Среднегодовая температура около +11°, постепенно нарастая от 15° в мае до 30° в августе. Годовая сумма осадков достигает 800 мм..

## История
Согласно Закону Краснодарского края от 5 мая 2004 года N № 700-КЗ населённый пункт вошёл в образованное муниципальное образование Холмское сельское поселение.

## Население
| 2002 | 2010 |
| ---- | ---- |
| 774  | ↘705 |

## Образование
- СОШ № 23 х. Краснооктябрьский